# Marcelo Spínola y Maestre
Marcelo Rafael José María de los Dolores Hilario Spínola y Maestre (San Fernando, 14 januari 1835 – Sevilla, 20 januari 1906) was een Spaans geestelijke en kardinaal van de Katholieke Kerk.
Spínola bezocht het Colegio Santo Tomás in Cádiz en studeerde daarna natuurwetenschappen aan de Universiteit van Granada. Hierna studeerde hij godgeleerdheid aan de Universiteit van Sevilla. Hij werd op 21 maart 1864 priester gewijd. Hij werkte vervolgens in verschillende parochies in het aartsbisdom Sevilla. 
Paus Leo XIII benoemde hem op 16 december 1880 tot titulair bisschop van Milos en tot hulpbisschop van Sevilla. Hierna werd hij ordinarius in achtereenvolgens Málaga en Coria, alvorens hij op 2 december 1895 werd benoemd tot aartsbisschop van Sevilla.
Tijdens het consistorie van 11 december 1905 creëerde paus Pius X hem kardinaal. Hij kon vanwege zijn gezondheid niet aanwezig zijn en ontving noch een kardinaalshoed, noch een titelkerk. Ruim een maand later overleed hij, 71 jaar oud.
Tijdens zijn bezoek aan Spanje, in 1982 heeft paus Johannes Paulus II gebeden bij het graf van de kardinaal. Vijf jaar daarna werd Marcelo Spínola zalig verklaard.

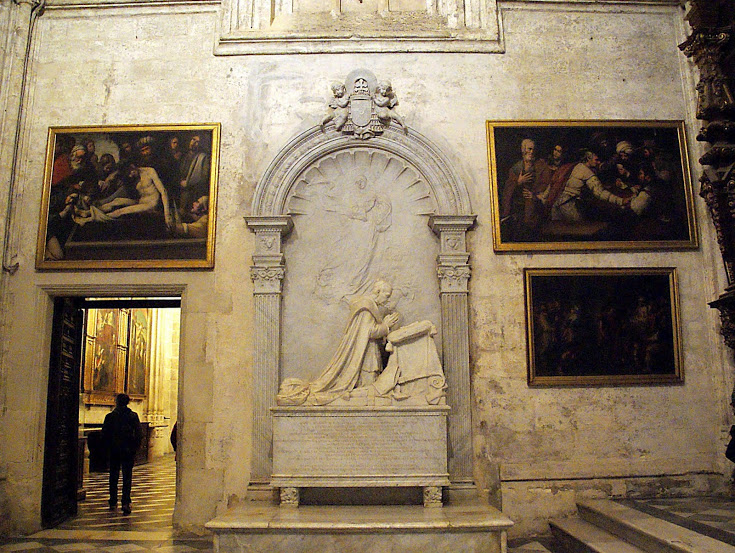
Praalgraf van kardinaal Spínola in de kathedraal van Sevilla

## Biografie
- Javierre, José María: Don Marcelo de Sevilla. Salamanca: Ediciones Sígueme, 1992. ISBN 84-301-1185-9.
- Ruiz Sánchez, José Leonardo: Beato Marcelo Spínola y Maestre, Cardenal Arzobispo de Sevilla (1835-1906). Sevilla : Ayuntamiento de Sevilla, Servicio de Publicaciones, 2002. ISBN 84-95020-31-9.